# دوری ساکورادا
دوری ساکورادا (桜田 通 Sakurada Dōri)، زادهٔ ۷ دسامبر ۱۹۹۱، بازیگر و خواننده ژاپنی است. او بیشتر به خاطر ایفای نقش ریوما ایچیزن در موزیکال قهرمانان تنیس شناخته می‌شود.

## زندگی‌نامه
دوری ساکورادا زادهٔ ۷ دسامبر ۱۹۹۱ در توکیو، ژاپن است. در سن ۱۱ سالگی، در حالی که همراه مادرش در مسیر خانه بود، شناسایی شد و به کمپانی فعلی‌اش امیوز پیوست. او در دوران راهنمایی و دبیرستان، درس‌های خوانندگی، رقص و بازیگری را فرا گرفت. در سال ۲۰۰۵، او به عنوان ریوما ایچیزن، فهرمان اصلی در یک موزیکال اقتباسی از یک انیمهٔ محبوب به نام قهرمانان تنیس انتخاب شد.